# Farmakonomen
Farmakonomen (på engelsk: The Pharmaconomist) er navnet på Farmakonomforeningens officielle fagblad og medlemsblad. Artiklerne i tidsskriftet er overvejende af medicinsk-farmaceutisk og farmakonomfagligt indhold. Fagbladet henvender sig primært til foreningens medlemmer, som er farmakonomer (lægemiddelkyndige) og farmakonomstuderende.
Den ansvarshavende chefredaktør på foreningens fagblad er farmakonom Susanne Engstrøm, mens den faglige redaktør er farmakonom Marie Bram. Farmakonomen udkommer 20 gange årligt i et oplag på 6.262 eksemplarer og læses af ca. 23.000 personer.
Fagbladets redaktionsudvalg består af følgende fem farmakonomer:
- Farmakonom Christina Durinck, redaktionsudvalgets formand, Aarhus Sct. Pauls Apotek
- Farmakonom Annette Ankerlund, Hospitalsapoteket Aarhus
- Farmakonom Susanne Engstrøm, Farmakonomforeningens formand
- Farmakonom Jane Piasecki, HB-Medical ApS, Hvidovre
- Farmakonom Lisa Rosendahl, Frederikshavn Svane Apotek

## Eksterne kilder, links og henvisninger
- Fagbladet Farmakonomens hjemmeside Arkiveret 24. april 2008 hos  Wayback Machine
- Fagbladet Farmakonomens redaktion Arkiveret 22. september 2008 hos  Wayback Machine
- Dansk Mediaforsynings information om fagbladet Farmakonomen Arkiveret 10. januar 2008 hos  Wayback Machine

| Apoteksvæsen | Spire Denne artikel om apoteksvæsen er en spire som bør udbygges. Du er velkommen til at hjælpe Wikipedia ved at udvide den. |